# 梁静 (演员)
梁静（1973年07月17日—），女，福州人，中国演员、主持人。毕业于中国人民解放军艺术学院戏剧表演系。丈夫为导演管虎，凭电影《殺生》获得第49屆金馬獎最佳女配角奖。

## 作品

### 电视剧
- 1998年 《女子特警队》饰特警 沙学丽
- 1999年 《飞跃》饰作家 雪灵
- 2000年 《燃情岁月》饰大学生 陈晖
- 2000年 《准点出击》饰主持人 刘红梅
- 2000年 《不惑之年》饰第三者 孙小妍
- 2001年 《黑洞》饰女警 龚倩
- 2001年 《警探雷鸣》之《雾中紫薇》饰杀人犯 祝亚男
- 2001年 《大醉侠》饰温柔才女 水霖铃
- 2002年 《军港之夜》饰军医 刘晶晶
- 2002年 《刑警队长》饰女警 何悦
- 2002年 《牛哥的故事》饰出租车司机 狄妹
- 2003年 《好想好想谈恋爱》饰造型师 毛纳
- 2004年 《警探雷鸣》饰警探　麦鸥
- 2004年 《决胜天良》饰律师　沙子
- 2004年 《绿水英雌》饰队医
- 2004年 《红十字星座》饰学生　刘沙
- 2005年 《给我一支烟》饰大姐　忆婷
- 2005年 《都市女人.COM》之《夫贵妻荣》饰 林小雨
- 2005年《绝胜天良》饰沙叶霜
- 2006年《桃花灿烂》饰 陈星
- 2006年 《活着，真好》饰 简欣
- 2006年《我爱你，再见》饰赵拉拉
- 2008年《爱情句号》饰 大丫
- 2009年《城北人》 饰教师 林佳玲
- 2010年《梨花似雪》饰周彩凤
- 2010年《拿什么拯救你我的爱人》饰 程瑶
- 2011年《夫妻那些事》 饰 那依
- 2011年《女人帮》 饰 凯西
- 2011年《创业年代》
- 2014年《我的博士老公》饰 邹琴
- 2016年《我们最美好的十年》饰 马芽
- 2017年《深夜食堂》饰 翠芳
- 2017年《鬼吹灯之黄皮子坟》(網絡劇)饰 供銷社劉大姐
- 2020年《古董局中局之鉴墨寻瓷》饰 梅素兰
- 2020年《风犬少年的天空》(網絡劇)
- 2022年《大考》饰 董碧华
- 2023年《纵有疾风起》饰 梁總
- 2023年《打开生活的正确方式》饰 阿玲(客串)
- 2023年《黏人俱乐部》(網絡劇)饰 紅霞
- 2024年《烟火人家》饰 孟菀青
- 2024年《多大点事儿》饰 常姐 (客串)(兼任出品人、總製片人)
- 待播《国家行动》(2016年拍攝)饰演：高歌
- 待播《海边的秘密》(網絡劇)

### 电影
- 2002年 《警察有约》
- 2003年 《泡制女朋友》
- 2003年 《向日葵》饰 韩静
- 2005年 《血战到底》
- 2009年 《谁动了我的幸福》
- 2012年 《杀生》饰 长寿镇接生婆
- 2012年 《星星的孩子》饰 梁铮铮
- 2013年 《厨子戏子痞子》饰 武红英
- 2013年 《咒丝》
- 2015年 《老炮儿》饰 灯罩儿媳妇
- 2016年 《过年好》饰 賣雞姑娘
- 2016年 《奔爱》饰 唐静
- 2017年 《极致追击》
- 2018年 《伊阿索密码》
- 2019年 《我和我的祖國》
- 2020年 《八佰》饰 教授夫人
- 2021年 《燃野少年的天空》
- 2024年 《狗阵》饰 蹦极抱婴儿妇女
- 2024年 《逆行人生》饰 HR
- 2025年 《冲·撞》饰 勇敢妈
- 2025年 《小白船》饰 刘娴妈妈

### 主持
- 1994-1996 福建东南卫视《音乐磁场》《开心100》
- 1999-2000 凤凰卫视《九州任逍遥》《相聚凤凰台》

## 奖项
- 2000年 国家五个一工程奖；2001年电视剧飞天奖《女子特警队》
- 2004年中国电影华表奖最佳新人奖《警察有约》
- 2012年 第49屆金馬獎最佳女配角奖《殺生》

## 链接
梁静的新浪微博